# Alvimia
Genre
Alvimia est un genre de plantes à fleurs de la famille des Poaceae,  sous-famille des Bambusoideae, originaire d'Amérique du Sud, qui compte trois espèces.
Ce sont des plantes vivaces, aux tiges ligneuses, grimpantes, pouvant monter jusqu'à 25 m dans la végétation. Les fruits sont des caryopses à péricarpe charnu (caryopses baccoïdes).
Ces plantes sont endémiques de l'État de Bahia (Brésil) où elles se rencontrent dans les régions côtières. 

## Étymologie
Le nom générique « Alvimia » est un hommage à Paulo de Tarso Alvim (1919-2011), botaniste et agronome brésilien, qui fut directeur du centre de recherche sur le cacao à Itabuna. 

## Liste d'espèces
Selon The Plant List (18 octobre 2017) :
- Alvimia auriculata Soderstr. & Londoño
- Alvimia gracilis Soderstr. & Londoño
- Alvimia lancifolia Soderstr. & Londoño